# Pseudamnicola zagrosensis
Pseudamnicola zagrosensis is een slakkensoort uit de familie van de Hydrobiidae. De wetenschappelijke naam van de soort is voor het eerst geldig gepubliceerd in 2009 door Glöer & Pešic.